# ماکسیمیلیان میهالچیچ
ماکسیمیلیان میهالچیچ (انگلیسی: Maksimilijan Mihelčič؛ ۲۹ ژوئیهٔ ۱۹۰۵ – ۲۵ مارس ۱۹۵۸) بازیکن فوتبال اهل یوگسلاوی بود.
از باشگاه‌هایی که در آن بازی کرده‌است می‌توان به باشگاه فوتبال گراجانسکی زاگرب اشاره کرد.
وی همچنین در تیم ملی فوتبال یوگسلاوی بازی کرده‌است.